# EG (ajedrez)
EG es una revista que publica estudios y discute varios aspectos de los finales en ajedrez. Las letras "EG" vienen del inglés "End Game" (final). 
John Roycroft, un compositor de ajedrez y entusiasta de los finales fundó la revista en 1965 y fue su editor durante los primeros 102 números, hasta 1991. Desde entonces, la compañía holandesaAlexander Rueb Vereniging voor Schaakeindspelstudie (ARVES) ha publicado la revista, pero Roycroft ha permanecido como redactor jefe.
Mientras que muchas revistas incluyen secciones de estudios, EG es la única que se enfoca exclusivamente en el final.